# Тершев
Тершев (укр. Тершів) — село в Старосамборской городской общине Самборского района Львовской области Украины, расположено недалеко от места впадения реки Лининка в Днестр.
Население - ▼905 человек. Население по переписи 2001 года составляло 1011 человек. Занимает площадь 1,16 км². Почтовый индекс — 82073. Телефонный код — 3238.